# Simaninggir (Sipirok)
Simaninggir is een bestuurslaag in het regentschap Tapanuli Selatan van de provincie Noord-Sumatra, Indonesië. Simaninggir telt 532 inwoners (volkstelling 2010).